# Cantillonův efekt
Cantillonův efekt vyjadřuje v teorii peněz rozdílnost vlivu peněz na ekonomiku v závislosti na tom, jak a ke komu se dodatečné finanční prostředky dostanou. Pojmenován je po pařížském bankéři irského původu Richardu Cantillonovi (1680–1734), který jako jeden z prvních autorů pojednal systematicky o ekonomii ve svém spise Pojednání o povaze obchodu.
Pokud se peníze dostanou do rukou těch, kteří je vydávají na spotřebu, roste tržní poptávka a také cenová hladina. Pokud se však dostanou do rukou obchodníků a výrobců, pak jsou vydávány více na investice a roste spíše výroba a obchod.
Cantillon popsal první případ na těžbě zlata a stříbra z dolů, kdy peníze přicházejí do rukou majitelů dolů a jejich dělníků. Ti je pak utrácejí převážně za spotřebu, roste poptávka i tržní ceny a dochází k inflaci. Tímto efektem byla hnána např. inflace ve Španělsku 16. století, kdy do Španělska proudily drahé kovy z amerických dolů, růst domácí poptávky však nebyl podložen odpovídajícím růstem domácí výroby.
Opačným případem je příliv peněz v důsledku aktivní obchodní bilance, kdy vývoz zboží a služeb převažuje nad dovozem. Do ekonomiky takto přicházejí peníze směřující do rukou obchodníků a výrobců, kteří (sami dost bohatí) nezvyšují tolik svou spotřebu, ale investují do rozšiřování svých podniků. V takovém případě tedy místo spotřeby a cenové hladiny roste objem obchodu a výroby.